# Scoparia declivis
Scoparia declivis là một loài bướm đêm trong họ Crambidae.